# Platylampona
Platylampona is een monotypisch geslacht van spinnen uit de  familie van de Lamponidae.

## Soort
- Platylampona mazeppa Platnick, 2004